# Poszan állomás
Poszan (Bosan) állomás föld feletti metróállomás a szöuli metró 1-es vonalán, 2006 óta. Egyúttal a hagyományos Kjongvon (Gyeongwon) vasútvonal állomása is. A közelben található az amerikai hadsereg Camp Casey támaszpontja.

## Viszonylatok
| 1-es vonal                                                         | 1-es vonal                   | 1-es vonal                                                        |
| ------------------------------------------------------------------ | ---------------------------- | ----------------------------------------------------------------- |
| Tongducshon (Dongducheon) Szojoszan (Soyosan) felé                 | Kjongvon (Gyeongwon) szakasz | Tongducshon csungang (Dongducheon jungang) Incshon (Incheon) felé |
| Korail                                                             |                              |                                                                   |
| Tongducshon csungang (Dongducheon jungang) Jongszan (Yongsan) felé | Kjongvon (Gyeongwon) vonal   | Tongducshon (Dongducheon) Pengmagodzsi (Baengmagoji) felé         |